# Кентерберийские рассказы
«Кентербери́йские расска́зы» (с англ. — «The Canterbury Tales», ориг. название на среднеангл. — «Tales of Caunterbury») — это сборник из 24 рассказов (22 стихотворные и две прозаические), написанных Джеффри Чосером на среднеанглийском языке в период с 1387 по 1400 год. В книге представлены рассказы, в основном написанные в стихотворной форме, в рамках вымышленного конкурса рассказчиков, который проводится группой паломников, путешествующих из Лондона в Кентербери, чтобы посетить мощи Св. Томаса Бекета в Кентерберийском соборе.
«Рассказы» считаются magnum opus'ом Чосера. Произведение оказало большое влияние на английскую литературу и, возможно, способствовали популяризации английского вернакуляра в качестве основного литературного языка, в отличие от французского или латыни. Однако английский язык использовался в качестве литературного за несколько столетий до Чосера, и несколько современников Чосера — Джон Гауэр, Уильям Ленгленд, поэт Гавейн, и Юлиана Нориджская — также писали крупные литературные произведения на английском языке. Неясно, в какой степени Чосер повлиял на эту эволюцию литературных предпочтений.
Считается, что «Кентерберийские рассказы» не были закончены в конце жизни Чосера. В общем прологе представлены около 30 паломников. Согласно прологу, Чосер намеревался написать по четыре рассказа от лица каждого паломника, по два на пути к месту назначения и обратно (всего около 120 рассказов). Это произведение считается одним из важнейших в английской литературе.

## Текст
Вопрос о том, являются ли «Кентерберийские рассказы» законченным произведением, до сих пор остаётся открытым. Существует 84 рукописи и четыре инкунабулы (издания, напечатанные до 1500 года) этого произведения, что больше, чем у любого другого литературного текста на английском языке, за исключением «Укола совести». Это сравнение не следует воспринимать как доказательство популярности «Рассказов» в течение столетия после смерти Чосера, потому что, по мнению Дерека Пирсолла, несправедливо считать, что «Укол совести» был написан с целью «сохранения догматической религиозной тематики». Считается, что 55 из этих рукописей изначально были полными, а 28 настолько фрагментарны, что трудно определить, были ли они скопированы по отдельности или как часть сборника. В рукописях «Рассказов» есть как незначительные, так и существенные различия. Многие из незначительных различий вызваны ошибками переписчиков, в то время как в других случаях Чосер дополнял и редактировал своё произведение по мере его копирования и, возможно, распространения.
Не сохранилось ни одной рукописи «Кентерберийских рассказов», написанных рукой самого Чосера. Две самые ранние известные рукописи, которые, по-видимому, были переписаны одним и тем же переписчиком, — это MS Peniarth 392 D (называемая «Хенгверт») и рукопись Элсмира, роскошная иллюстрированная рукопись. До 1940-х годов учёные отдавали предпочтение рукописи Элсмира как наиболее близкой к замыслу Чосера; вслед за Джоном М. Мэнли и Эдит Рикерт учёные всё чаще отдавали предпочтение Хенгверту. Первой печатной версией «Кентерберийских рассказов» стало издание Уильяма Кекстона 1476 года. Это была одна из первых книг, напечатанных Кекстоном, первым человеком в Англии, напечатавшим книги с помощью печатного станка. Известно, что существует всего 10 экземпляров этого издания, в том числе один в Британской библиотеке и один в Шекспировской библиотеке Фолджера.
Автором рукописей Хенгверта и Элсмира был писец по имени Адам Пинкхерст. Поскольку в стихотворении, предположительно написанном Чосером, его писца зовут «Адам», это привело к гипотезе, что писец, переписавший эти две важные рукописи, работал с Чосером и был знаком с ним лично. Эта идентификация стала предметом многочисленных споров в области среднеанглийской палеографии, хотя она широко признана правдоподобной.

### Порядок
Нет единого мнения о том, существует ли полная версия «Рассказов», а также о том, в каком порядке Чосер хотел расположить истории.
В поддержку двух наиболее популярных современных методов упорядочивания историй были приведены текстовые и рукописные подсказки. Некоторые научные издания делят «Рассказы» на десять «фрагментов». Истории, входящие в один фрагмент, тесно связаны между собой и содержат внутренние указания на порядок их представления, обычно когда один персонаж говорит с другим персонажем, а затем уступает ему место. Однако между фрагментами связь менее очевидна. Следовательно, существует несколько возможных вариантов порядка; наиболее часто встречающийся в современных изданиях порядок соответствует нумерации фрагментов (в конечном счёте основанной на порядке Элсмира). Викторианцы часто использовали девять «групп», которые применял Уолтер Уильям Скит в своём издании «Чосер: Полное собрание сочинений», которое издательство Оксфордского университета использовало на протяжении большей части XX века, но в настоящее время этот порядок редко применяется.
| Фрагмент      | Группа | Рассказы |
| ------------- | ------ | --- |
| Фрагмент I    | A      | Общий пролог (англ. General Prologue) Рассказ рыцаря (англ. The Knight's Tale) Рассказ мельника (англ. The Miller's Tale) Рассказ мажордома (англ. The Reeve's Tale) Рассказ повара (англ. The Cook's Tale)                                                                                      |
| Фрагмент II   | B1     | Рассказ юриста (англ. The Man of Law's Tale) |
| Фрагмент III  | D      | Рассказ батской ткачихи (англ. The Wife of Bath's Tale) Рассказ кармелита (англ. The Friar's Tale) Рассказ пристава церковного суда (англ. The Summoner's Tale) |
| Фрагмент IV   | E      | Рассказ студента (англ. The Clerk's Tale) Рассказ купца (англ. The Merchant's Tale) |
| Фрагмент V    | F      | Рассказ сквайра (англ. The Squire's Tale) Рассказ франклина (англ. The Franklin's Tale) |
| Фрагмент VI   | C      | Рассказ врача (англ. The Physician's Tale) Рассказ продавца индульгенций (англ. The Pardoner's Tale) |
| Фрагмент VII  | B2     | Рассказ шкипера (англ. The Shipman's Tale) Рассказ первой монахини (англ. The Prioress's Tale) Рассказ о сэре Топасе (англ. Sir Thopas Tale) Рассказ о Мелиби (англ. The Tale of Melibee) Рассказ монаха (англ. The Monk's Tale) Рассказ монастырского капеллана (англ. The Nun's Priest's Tale) |
| Фрагмент VIII | G      | Рассказ второй монахини (англ. The Second Nun's Tale) Рассказ слуги каноника (англ. The Canon's Yeoman's Tale) |
| Фрагмент IX   | H      | Рассказ эконома (англ. The Manciple's Tale) |
| Фрагмент X    | I      | Рассказ священника (англ. The Parson's Tale) |

В альтернативной последовательности (встречающейся в рукописи начала XV века Harley MS. 7334) фрагмент VIII предшествует фрагменту VI. Фрагменты I и II почти всегда следуют друг за другом, как и фрагменты VI и VII, IX и X в самых старых рукописях. Фрагменты IV и V, напротив, в разных рукописях расположены по-разному.

## Язык
Чосер в основном писал на лондонском диалекте позднего среднеанглийского языка, который сильно отличается от современного английского. Из филологических исследований известны некоторые факты о произношении английского языка во времена Чосера. Чосер произносил -e в конце многих слов, так что care (за исключением случаев, когда за ним следует гласный звук) произносилось как [ˈkaːrə], а не /kɛər/, как в современном английском. Другие буквы, которые сейчас не произносятся, тоже произносились, так что слово knight (рус. «рыцарь») произносилось как [kniçt], с произношением и k, и gh, а не /naɪt/. В некоторых случаях гласные в среднеанглийском языке произносились совсем не так, как в современном английском, потому что Великий сдвиг гласных ещё не произошёл. Например, долгое e в слове wepyng (рус. «плакать») произносилось как [eː], как в современном немецком или итальянском, а не как /iː/. Ниже приведена транскрипция первых строк пролога к «Рассказу купца» в системе IPA:
Не существует рукописи, написанной самим Чосером; все сохранившиеся копии были сделаны переписчиками. Поскольку звук -e в конце слова был утрачен вскоре после эпохи Чосера, переписчики не копировали его точно, и это создало у учёных впечатление, что сам Чосер непоследователен в его использовании. Однако теперь установлено, что -e было важной частью грамматики Чосера и помогало отличать прилагательные в единственном числе от прилагательных во множественном числе, а глаголы в сослагательном наклонении от глаголов в изъявительном наклонении.

## Источники

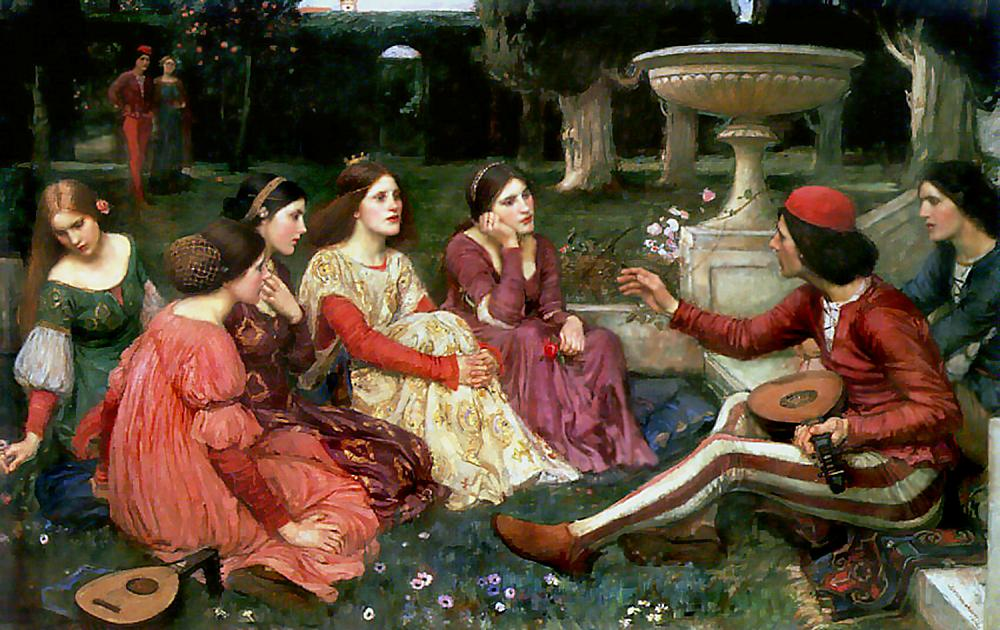
Рассказ из «Декамерона» Дж. Уильяма Уотерхауса.

## Жанр и структура

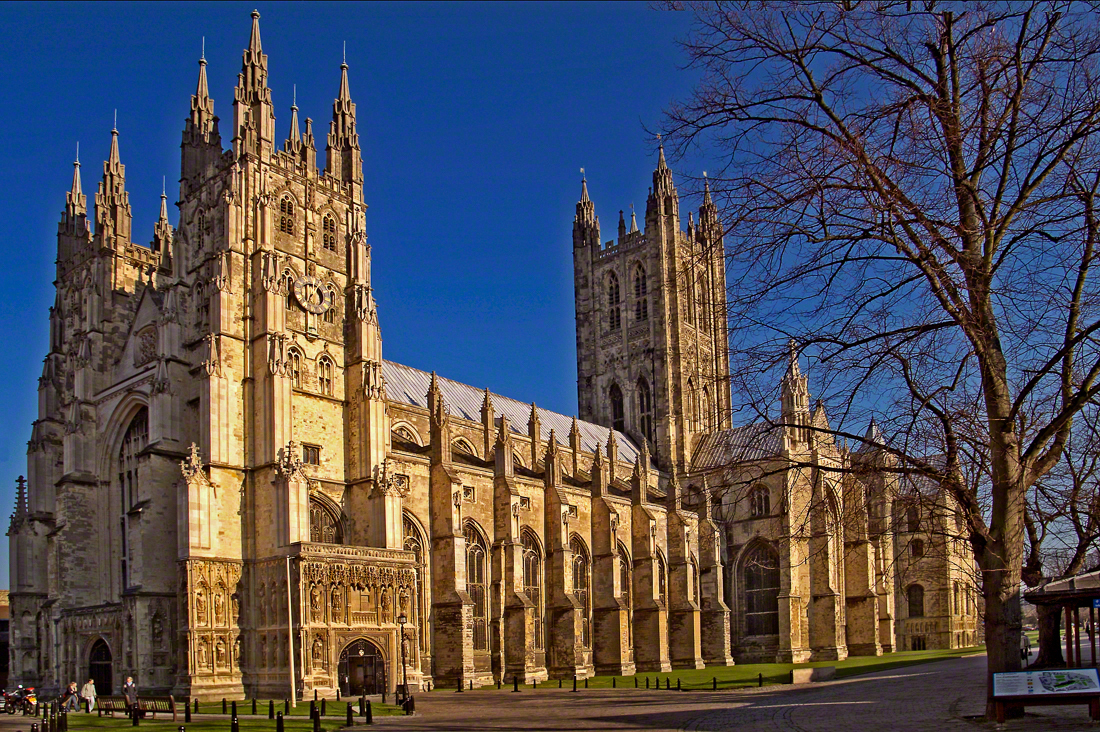
Кентерберийский собор со стороны въезда в город.

«Кентерберийские рассказы» — это сборник историй, построенных вокруг обрамляющей истории, распространённого и уже давно устоявшегося жанра в этот период. «Кентерберийские рассказы» Чосера отличаются от большинства других «сборников» историй в этом жанре главным образом своей вариативностью. Большинство сборников историй посвящены определённой теме, обычно религиозной. Даже в «Декамероне» рассказчикам рекомендуется придерживаться темы, выбранной на день. Идея паломничества, чтобы собрать вместе такое разношёрстное общество для литературных целей, также была беспрецедентной, хотя «ассоциация паломников и рассказчиков была привычной». Соревнование между рассказами побуждает читателя сравнивать их во всём их многообразии и позволяет Чосеру продемонстрировать широту своего мастерства в разных жанрах и литературных формах.
Хотя структура «Рассказов» в основном линейная, и один рассказ следует за другим, это нечто большее, чем просто последовательность историй. В общем прологе Чосер описывает не сами рассказы, а людей, которые их будут рассказывать, давая понять, что структура будет зависеть от персонажей, а не от общей темы или морали. Эта идея подтверждается, когда мельник прерывает рассказ рыцаря, чтобы рассказать свою историю. То, что рыцарь рассказывает первым, наводит на мысль, что все будут рассказывать свои истории по классам, а монах будет рассказывать после рыцаря. Однако вмешательство мельника даёт понять, что от этой структуры откажутся в пользу свободного и открытого обмена историями между всеми присутствующими классами. Общие темы и точки зрения возникают по мере того, как персонажи рассказывают свои истории, на которые другие персонажи отвечают своими историями, иногда после долгого перерыва, в течение которого тема не затрагивалась.
Наконец, Чосер не уделяет особого внимания ходу путешествия, времени, которое проходит во время странствия паломников, или конкретным местам на пути в Кентербери. Его повествование, по-видимому, сосредоточено в первую очередь на рассказанных историях, а не на самом паломничестве.

## Стиль

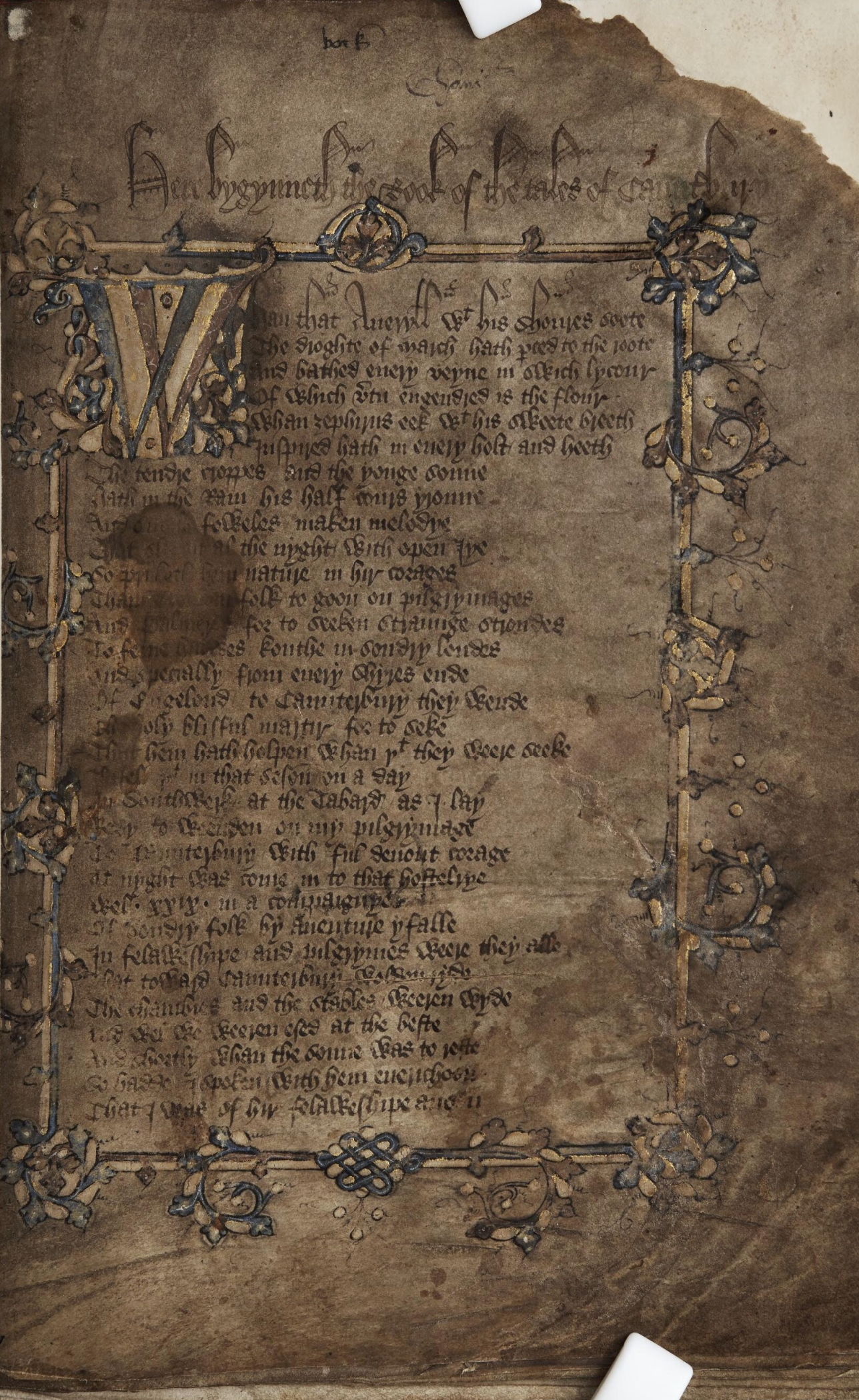
Титульный лист «Кентерберийских рассказов» Джеффри Чосера рукой «Писца Б», идентифицированного как Адам Пинкхерст, ок. 1400 г.

Разнообразие сюжетов в произведениях Чосера свидетельствует о широте его мастерства и знакомстве со многими литературными формами, языковыми стилями и риторическими приёмами. Средневековые школы риторики того времени поощряли такое разнообразие, разделяя литературу (как предполагает Вергилий) на высокий, средний и низкий стили по плотности риторических форм и словарного запаса. Другой популярный метод разделения был предложен Св. Августином, который уделял больше внимания реакции аудитории и меньше — содержанию (что было характерно для Вергилия). Августин разделил литературу на «величественную, убеждающую», «умеренную, доставляющую удовольствие» и «сдержанную, обучающую». Писателям рекомендовалось писать так, чтобы они помнили о говорящем, предмете, аудитории, цели, манере и обстоятельствах. Чосер свободно переключается между всеми этими стилями, не отдавая предпочтения ни одному из них. Он рассматривает в качестве аудитории не только читателей своего произведения, но и других паломников в сюжете, создавая многослойную риторику.
Таким образом, Чосер не ориентируется на какую-либо конкретную аудиторию или социальный класс читателей, вместо этого сосредотачиваясь на персонажах истории и описывая их с мастерством, пропорциональным их социальному статусу и образованности. Однако даже самые простые персонажи, такие как мельник, демонстрируют удивительные риторические способности, хотя их темы более приземлённые. Важную роль также играет словарный запас: представители высших классов называют женщину «леди» (англ. lady), а представители низших классов используют слово «венче» (англ. wenche), без исключений. Иногда одно и то же слово в разных классах может означать совершенно разные вещи. Например, слово «пити» (англ. pitee) для высших классов — это благородное понятие, в то время как в «Рассказе купца» оно относится к половому акту. Однако, опять же, такие рассказы, как «Рассказ монастырского капеллана», демонстрируют удивительное владение словом среди низших классов, в то время как «Рассказ рыцаря» временами бывает очень простой.
Чосер использует один и тот же размер почти во всех своих произведениях, за исключением «Рассказа о сэре Топасе» и двух прозаических рассказов. Это строка, состоящая из пяти ударных слогов, которые обычно чередуются с безударными слогами, образуя строки обычно из десяти слогов, но часто из одиннадцати, а иногда и из девяти; иногда в середине строки можно заметить цезуру. Этот размер, вероятно, был вдохновлён французскими и итальянскими формами. Размер, которым писал Чосер, позже превратился в героический размер XV и XVI веков, иногда называемый «рифмой для верховой езды», и является предшественником пятистопного ямба. Стихотворный размер Чосера обычно характеризуется парной рифмой, но он избегал того, чтобы парная рифма слишком выделялась в «Кентерберийских рассказах», и в четырёх рассказах («Рассказ юриста», «Рассказ студента», «Рассказ первой монахини» и «Рассказ второй монахини») используется королевская рифма.

## Исторический контекст и темы

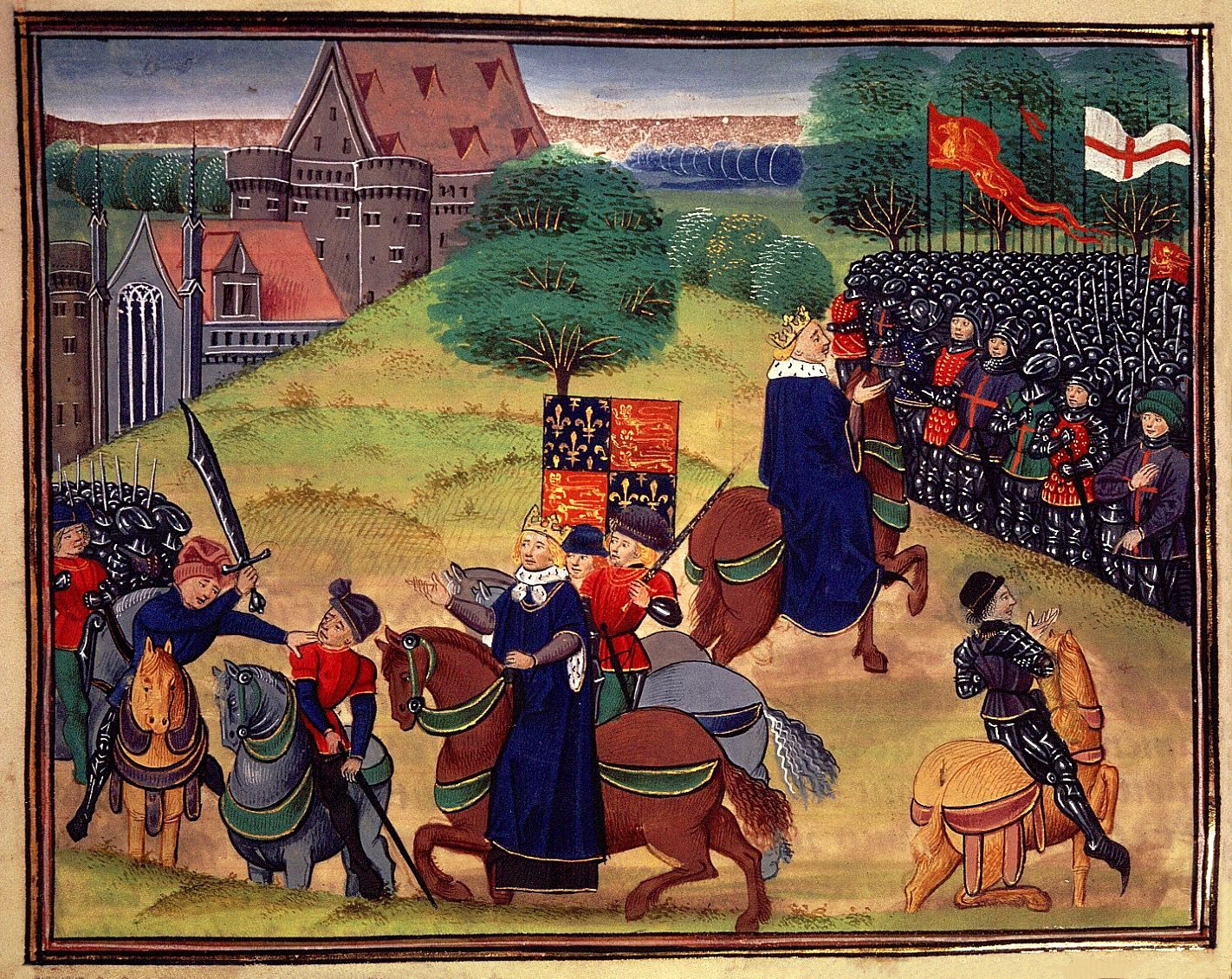
В «Рассказах» упоминается крестьянское восстание 1381 года.

В 1386 году Чосер стал таможенным инспектором и мировым судьёй, а в 1389 году — королевским секретарём. Именно в эти годы Чосер начал работу над «Кентерберийскими рассказами».
Конец XIV века был неспокойным временем в истории Англии. Католическая церковь переживала Великий западный раскол, и, хотя она по-прежнему была единственным христианским авторитетом в Западной Европе, она была предметом ожесточённых споров. В «Кентерберийских рассказах» упоминается лоллардизм — раннее английское религиозное движение, возглавляемое Джоном Уиклифом. В рассказах также упоминается конкретный случай, связанный с продавцами индульгенций (которые, как считалось, освобождали от телесных наказаний за грехи, уже прощённые в таинстве исповеди). Они утверждали, что собирают средства для больницы Св. Марии в Рунсвале в Англии. «Кентерберийские рассказы» — одно из первых английских литературных произведений, в которых упоминается бумага — относительно новое изобретение, позволившее распространять письменную информацию, невиданную ранее в Англии. Политические столкновения, такие как крестьянское восстание 1381 года и столкновения, закончившиеся свержением короля Ричарда II, ещё больше раскрывают сложную ситуацию, в которой находился Чосер во время написания «Рассказов». Многие из его близких друзей были казнены, а сам он переехал в Кент, чтобы избежать событий в Лондоне.
В то время как одни читатели пытаются интерпретировать персонажей «Кентерберийских рассказов» как исторических личностей, другие предпочитают интерпретировать их значение в менее буквальном смысле. После анализа стиля Чосера и исторического контекста становится ясно, что в его произведении содержится критика общества того времени. В некоторых описаниях его комментарии могут показаться лестными, но благодаря остроумному языку они в конечном счёте критикуют действия паломника. Неясно, хотел ли Чосер, чтобы читатель ассоциировал его персонажей с реальными людьми. Вместо этого, по-видимому, Чосер создаёт вымышленных персонажей, чтобы показать людей, занятых в таких сферах деятельности. Зная о средневековом обществе, можно заметить тонкую сатиру в его произведениях.

### Религия
«Рассказы» отражают различные взгляды на церковь в Англии Чосера. После Чёрной смерти многие европейцы начали сомневаться в авторитете официальной церкви. Некоторые обратились к лоллардизму, в то время как другие выбрали менее радикальные пути, основав новые монашеские ордена или более мелкие движения, разоблачавшие церковную коррупцию в поведении духовенства, поддельные церковные реликвии или злоупотребление индульгенциями. Некоторые персонажи «Рассказов» — религиозные деятели, и само паломничество в Кентербери носит религиозный характер (хотя в прологе иронично говорится о его сезонных особенностях), что делает религию важной темой произведения.
Два персонажа, продавец индульгенций и пристав церковного суда, чьи роли олицетворяют светскую власть Церкви, изображены как глубоко коррумпированные, жадные и жестокие. В эпоху Чосера продавцы индульгенций были теми, у кого можно было купить церковные «индульгенции» для прощения грехов. Они злоупотребляли своим положением ради собственной выгоды. Продавец индульгенций у Чосера открыто признаёт, что его деятельность коррумпирована, и расхваливает свой товар. Приставы церковного суда были церковными чиновниками, которые приводили грешников в церковный суд для возможного отлучения от церкви и других наказаний. Коррумпированные приставы писали ложные доносы и запугивали людей, чтобы те давали им взятки для защиты своих интересов. Пристав церковного суда Чосера изображён виновным в тех самых грехах, за которые он угрожает привлечь других к суду, и намекается на его коррумпированные отношения с продавцом индульгенций. В «Рассказе кармелита» один из персонажей — пристав, который, как показано, работает на стороне дьявола, а не Бога.

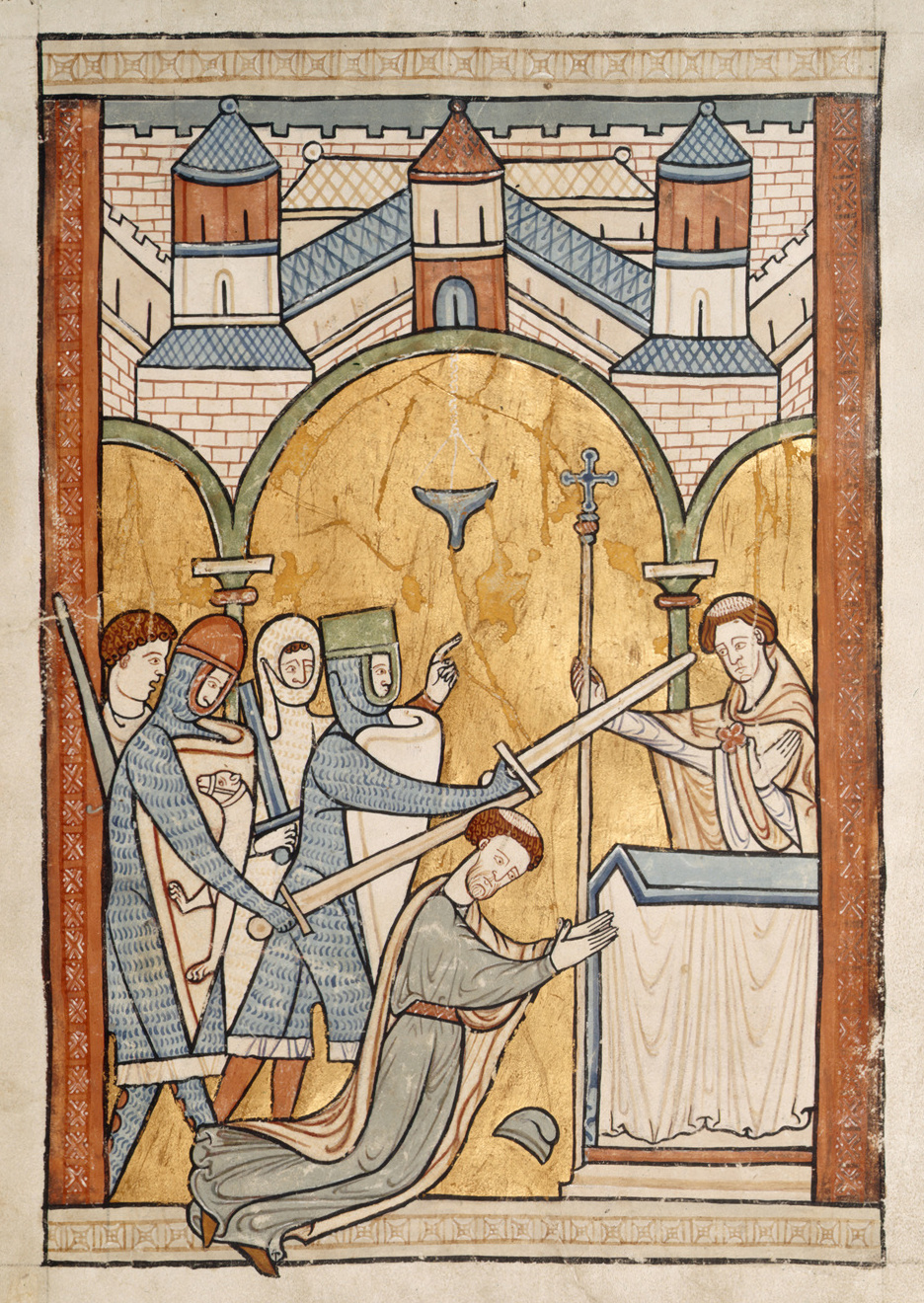
Убийство Томаса Бекета.

Церковные деятели разных мастей представлены монахом, первой монахиней, монастырским капелланом и второй монахиней. Монашеские ордена, возникшие из-за желания вести аскетический образ жизни, отделённый от мира, ко времени Чосера всё больше вовлекались в мирские дела. Монастыри часто владели огромными участками земли, на которых зарабатывали значительные суммы денег, а крестьяне работали на них. Вторая монахиня — пример того, какой должна быть монахиня: её история — о женщине, чей целомудренный пример приводит людей в церковь. С другой стороны, монах и монастырский капеллан, хоть и не так порочны, как продавец индульгенций и пристав церковного суда, далеки от идеала своих орденов. Оба дорого одеты, ведут роскошный и кокетливый образ жизни и демонстрируют недостаток духовной глубины. «Рассказ монастырского капеллана» — это история о том, как евреи убили глубоко верующего и невинного христианского мальчика. Это кровавый навет на евреев, ставший частью английской литературной традиции. Эта история не была придумана Чосером и была хорошо известна в XIV веке.
Паломничество было очень распространённым явлением в средневековом обществе. Конечной целью паломничества был Иерусалим, но в Англии популярным местом был Кентербери. Паломники отправлялись в соборы, где хранились мощи святых, веря, что эти мощи обладают чудодейственной силой. Св. Томас Бекет, архиепископ Кентерберийский, был убит в Кентерберийском соборе рыцарями Генриха II во время разногласий между церковью и короной. Вскоре после его смерти появились истории о чудесах, связанных с его останками, и собор стал популярным местом паломничества. Паломничество в произведении объединяет все истории и может рассматриваться как символ стремления христиан к небесам, несмотря на слабости, разногласия и различия во мнениях.

### Социальный класс и условности

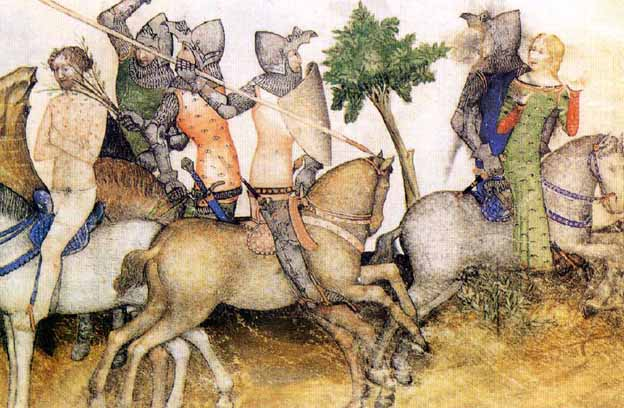
Дилемма Борса — он предпочитает спасти девушку, а не своего брата Лионеля.

Высший класс, или дворянство, представленный в основном рыцарями и их оруженосцами, во времена Чосера был погружён в культуру рыцарства и учтивости. От дворянства ожидалось, что они будут сильными воинами, безжалостными на поле боя, но учтивыми при королевском дворе и христианскими в своих поступках. От рыцарей ожидалось, что они будут поддерживать тесные социальные связи с мужчинами, которые сражались вместе с ними, но ещё более тесные связи с женщинами, которых они идеализировали, чтобы укрепить свои боевые навыки. Хотя целью рыцарства было благородное поведение, его противоречивые ценности часто приводили к насилию. Церковные лидеры часто пытались ввести ограничения на рыцарские поединки и турниры, которые иногда заканчивались смертью проигравшего. В «Рассказе рыцаря» показано, как братская любовь двух рыцарей превращается в смертельную вражду при виде женщины, которую оба идеализируют. Чтобы завоевать её, оба готовы сражаться до смерти. Во времена Чосера рыцарство приходило в упадок, и, возможно, «Кентерберийские рассказы» были написаны для того, чтобы показать его недостатки, хотя это и оспаривается. Сам Чосер участвовал в Столетней войне под командованием Эдуарда III, который во время своего правления уделял большое внимание рыцарству. Две истории, «Рассказ о сэре Топасе» и «Рассказ о Мелиби», рассказаны самим Чосером, который путешествует с паломниками в своём рассказе. Обе истории, по-видимому, посвящены пагубным последствиям рыцарства: первая высмеивает рыцарские правила, а вторая предостерегает от насилия.
В «Рассказах» постоянно отражается конфликт между классами. Например, разделение на три сословия: все персонажи делятся на три отдельных класса: «те, кто молится» (духовенство), «те, кто сражается» (дворянство) и «те, кто работает» (простолюдины и крестьяне). Большинство рассказов связаны общими темами, а некоторые «продолжают» (отвечают или «мстят») другим рассказам. По традиции рыцарь начинает игру с рассказа, так как он представляет высший социальный класс в группе. Но когда за ним следует мельник, представляющий низший класс, это подготавливает почву для того, чтобы в рассказах отражалось как уважение к правилам высшего класса, так и пренебрежение ими. Хелен Купер, а также Михаил Бахтин и Дерек Брюэр называют это противопоставление «упорядоченным и гротескным, Великим постом и Карнавалом, официально признанной культурой и её буйной и жизнерадостной изнанкой». В нескольких произведениях того времени содержалось такое же противопоставление.

### Релятивизм против реализма
Каждый из персонажей Чосера выражает разные — иногда совершенно непохожие — взгляды на реальность, создавая атмосферу испытаний, сопереживания и релятивизма. Как говорит Хелен Купер, «разные жанры по-разному описывают мир: в фаблио почти не упоминаются действия Бога, в житиях святых основное внимание уделяется им в ущерб физической реальности, трактаты и проповеди настаивают на благоразумии или ортодоксальной морали, в романах приоритет отдаётся человеческим эмоциям». Огромное количество различных персонажей и историй делает «Рассказы» как сборник неспособным прийти к какой-либо определённой истине или реальности.

### Лиминальность
Концепция лиминальности занимает важное место в «Кентерберийских рассказах». Лиминальное пространство, которое может быть как географическим, так и метафорическим или духовным, — это переходное или трансформирующееся пространство между «реальным» (безопасным, известным, ограниченным) миром и неизвестным или воображаемым пространством, полным рисков и возможностей. Само понятие паломничества — это пограничный опыт, поскольку оно связано с путешествием между пунктами назначения и потому, что паломники отправляются в путь в надежде стать более святыми. Таким образом, структура «Кентерберийских рассказов» сама по себе погранична: они не только охватывают расстояние между Лондоном и Кентербери, но и большинство рассказов относятся к местам, находящимся далеко за пределами географии паломничества. Жан Жост резюмирует функцию пограничности в «Кентерберийских рассказах»: 

Как и подобает, по иронии судьбы, в этом шумном и бунтарском лиминальном пространстве разношёрстное сборище собирается вместе и рассказывает свои столь же необычные истории. В этом непокорном месте устанавливаются правила рассказывания историй, которые сами по себе беспорядочны и нарушаются; здесь будут рассказываться и прерываться истории о шутках и всерьёз, о сольных выступлениях и приговорах. Здесь начинается священное и мирское приключение, но не заканчивается. Здесь опасность так же очевидна, как и защита. Само паломничество состоит из перемещения из одного городского пространства через лиминальное сельское пространство в другое городское пространство с постоянно меняющимся набором событий и сюжетов, перемежающих эти пространства. Целью паломничества вполне может быть религиозное или духовное пространство в его завершении, отражающее психологическое развитие духа в ещё одном эмоциональном пространстве.
Лиминальное состояние также прослеживается в отдельных рассказах. Очевидным примером этого является «Рассказ кармелита», в которой дьявол-йомен является лиминальной фигурой из-за своей переходной природы и функций; его цель — отправлять души из их нынешнего существования в ад, в совершенно иную реальность. «Рассказ франклина» — это бретонская народная сказка, которая переносит читателя в лиминальное пространство, описывая не только взаимодействие сверхъестественного и смертного, но и связь между настоящим и воображаемым прошлым.

## Отзывы критиков
В то время как Чосер чётко указывает адресатов многих своих стихотворений («Книга герцогини», как считается, была написана для Джона Гонта по случаю смерти его жены в 1368 году), определить предполагаемую аудиторию «Кентерберийских рассказов» сложнее. Чосер был придворным, и некоторые считают, что он был в основном придворным поэтом, писавшим исключительно для знати. Эсташ Дешан и его современник Джон Гауэр называют его благородным переводчиком и поэтом. Было высказано предположение, что поэма предназначалась для чтения вслух, что вполне вероятно, поскольку в то время это было распространённым занятием. Однако она также, по-видимому, предназначалась для личного чтения, поскольку Чосер часто называет себя автором, а не рассказчиком. Определить предполагаемую аудиторию непосредственно по тексту ещё сложнее, поскольку аудитория является частью повествования. Из-за этого трудно понять, когда Чосер обращается к вымышленной аудитории паломников, а когда — к реальному читателю.
Произведения Чосера, возможно, распространялись в какой-либо форме при его жизни, частично или полностью. Исследователи предполагают, что рукописи распространялись среди его друзей, но, вероятно, оставались неизвестными большинству людей до его смерти. Однако скорость, с которой переписчики стремились написать полные версии его произведений в рукописном виде, показывает, что Чосер был известным и уважаемым поэтом в своё время. Рукописи Хенгверта и Элсмира являются примерами того, как тщательно распространялось его творчество. Существует больше рукописных копий этого стихотворения, чем любых других стихотворений того времени, за исключением «Укола совести», из-за чего некоторые учёные считают его средневековым эквивалентом бестселлера. Однако даже самые изящные иллюстрированные рукописи не так богато украшены, как работы авторов более респектабельных произведений, таких как религиозная и историческая литература Джона Лидгейта.

### XV век
Джон Лидгейт и Томас Окклив были одними из первых критиков «Кентерберийских рассказов» Чосера, восхвалявших поэта как величайшего английского поэта всех времён и первого, кто показал, на что действительно способен язык в поэтическом плане. Это мнение было общепринятым среди более поздних критиков вплоть до середины XV века. Глоссы, включённые в рукописи «Кентерберийских рассказов» того времени, высоко оценивали его мастерство в «словесности» и риторике — двух столпах, по которым средневековые критики оценивали поэзию. Самым уважаемым из рассказов в то время был «Рассказ рыцаря», так как в ней было и то, и другое.

## Литературные дополнения

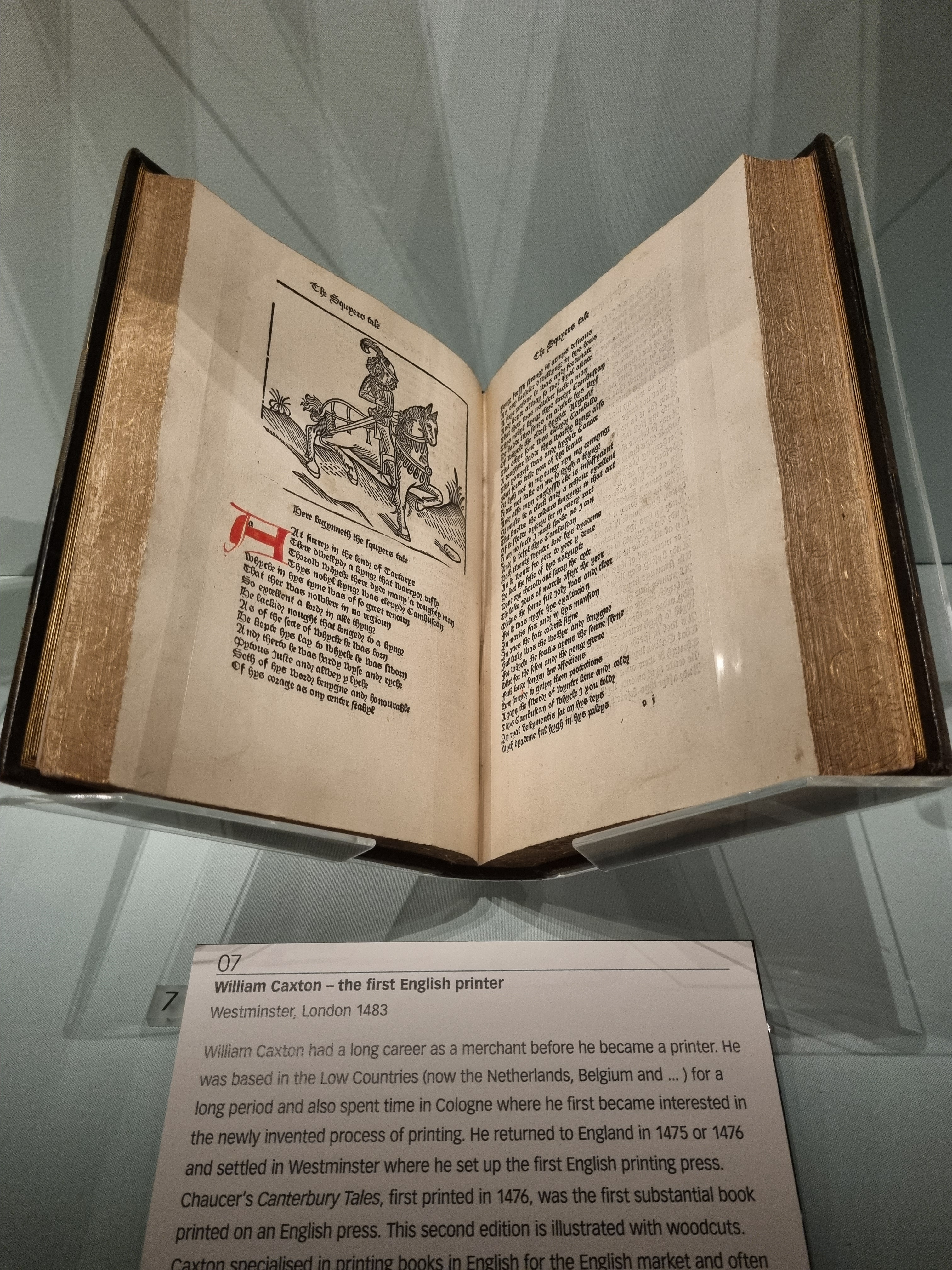
«Кентерберийские рассказы», издание Уильяма Кекстона.

Неполнота «Рассказов» побудила нескольких средневековых авторов написать дополнения и приложения к «Рассказам», чтобы сделать их более полными. Некоторые из самых старых сохранившихся рукописей «Рассказов» включают новые или изменённые «Рассказы», что свидетельствует о том, что такие дополнения создавались уже на раннем этапе. Эти дополнения включали различные расширения «Рассказа повара», который Чосер так и не закончил, «Рассказ пахаря», «Рассказ о Гамелине», «Осаду Фив» и «Рассказ о Берине».
«Сказке о Берине», написанной неизвестным автором в XV веке, предшествует длинный пролог, в котором рассказывается о том, как паломники прибывают в Кентербери и что они там делают. Пока остальные паломники разбредаются по городу, Продавец индульгенций добивается расположения Кейт, служанки в таверне, но сталкивается с проблемами из-за мужчины в её жизни и трактирщика Гарри Бейли. Когда паломники возвращаются домой, купец продолжает рассказ «Сказкой о Берине». В этой сказке молодой человек по имени Берин отправляется из Рима в Египет в поисках счастья, но там его обманывают другие купцы. Затем местный житель помогает ему отомстить. Эта сказка основана на французской сказке «Берин» и существует в единственной ранней рукописи сказок, хотя она была напечатана вместе с другими сказками в издании 1721 года Джона Урри.
Джон Лидгейт написал «Осаду Фив» примерно в 1420 году. Как и «Сказке о Берине», ей предшествует пролог, в котором паломники прибывают в Кентербери. Лидгейт ставит себя в один ряд с паломниками и описывает, как он участвовал в путешествии Чосера и слышал эти истории. Он называет себя монахом и рассказывает длинную историю об истории Фив до событий из «Рассказа о рыцаре». Рассказ Джона Лидгейта был популярен с самого начала и встречается в старых рукописях как отдельно, так и в составе «Рассказов». Впервые он был напечатан в 1561 году Джоном Стоу, и в последующие столетия вышло ещё несколько изданий.
На самом деле существует две версии «Рассказа пахаря», и обе они основаны на рассказе «Пирс Пахарь», написанном при жизни Чосера. Чосер описывает пахаря в общем прологе к своим сказкам, но не даёт ему собственной истории. В одной из рассказов, написанной Томасом Оккливом, описывается чудо Девы Марии и одеяние без рукавов. В другом рассказе пеликан и грифон спорят о коррупции в церкви, причём пеликан занимает позицию протеста, схожую с идеями Джона Уиклифа.
«Рассказ о Гамелине» был включён в раннюю рукописную версию «Рассказов», (Harley 7334), которая печально известна как одна из самых некачественных ранних рукописей с точки зрения редакторских ошибок и изменений. В настоящее время многие учёные отвергают её как подлинную повесть Чосера, хотя некоторые исследователи считают, что он, возможно, намеревался переписать эту историю как рассказ для слуги каноника. Даты её написания варьируются от 1340 до 1370 года.

## Восприятие
«Кентерберийские рассказы» входят во Всемирную библиотеку (список наиболее значимых произведений мировой литературы Норвежского книжного клуба).
По Закону Комстока «Рассказы» были запрещены к распространению в США и по сей день печатаются с сокращениями по причине непристойности и порнографичности.

## Русские переводы
Перевод И. А. Кашкина и О. Б. Румера был опубликован в Гослитиздате в 1946 году (впоследствии переиздавался в рамках «Библиотеки всемирной литературы», серия первая, том 30).
Ранее издавались отрывки из «Кентерберийских рассказов» в переводах Ф. И. Шау ("Библиотека для чтения", 1859, №№1, 4 и 7), Д. Минаева (в издании Н. В. Гербеля "Английские поэты в биографиях и образцах", СПб, 1875).
- Кентерберийские рассказы: В стихах / Пер. И. А. Кашкин, О. Б. Румер; Вступ. статья ["Джеффри Чосер", с. 1-28] и коммент. И. А. Кашкина ; Гравюры на дереве Ф. Константинова. — М.: Гослитиздат, 1946.
- Кентерберийские рассказы / Пер. с англ. И. А. Кашкина и О. Б. Румера; Вступ. статья, с. 5-30, и примеч. И. А. Кашкина; Ил.: Ф. Константинов. — М.: Художественная литература, 1973. — 527 с. (Библиотека всемирной литературы. Серия 1. Литература древнего Востока, античного мира, средних веков, Возрождения, XVII и XVIII вв.; Т. 30).
- Кентерберийские рассказы : В стихах / Пер. с англ. И. А. Кашкина, О. Б. Румера. — М.: Книга, 1980. — 338 с. (Книга и время)
- Кентерберийские рассказы / Перевод с англ. И. А. Кашкина, О. Б. Румера; Вступ. ст., с. 5-26, и примеч. И. А.; Иллюстрации Е. Шукаева]. — М.: Правда, 1988. — 558 с.
- Кентерберийские рассказы / пер. И. А. Кашкина и др.; Коммент. и послесл., с. 799-829 И. А. Кашкина ; ил. И. Преснецовой. — М.: Грантъ, 1996. — 830, [1] с. (Sezione aurea). ISBN 5-89135-001-7
- Кентерберийские рассказы / пер. с англ. [И. А. Кашкина, О. Б. Румера, Т. Ю. Поповой]. — М.: Эксмо, 2007. — 766, [1] с.  (Библиотека всемирной литературы). ISBN 978-5-699-24418-8
- Кентерберийские рассказы: избранные главы / пер. с англ. И. А. Кашкина, О. Б. Румера. — СПб.: Азбука, 2010. - 347, [1] с.; 18 см. - (Азбука-классика).; ISBN 978-5-389-01223-3
- Кентерберийские рассказы / пер. с англ. И. А. Кашкина, О. Б. Румера, Т. Поповой ; предисл., примеч. И. Кашкина ; доп. к примеч. Т. Поповой. — М.: Эксмо, 2011. — 766, [1] с. (Зарубежная классика).; ISBN 978-5-699-50513-5
- Кентерберийские рассказы: избранные главы / пер. с англ. И. А. Кашкина и О. Б. Румера. — М.: Вече, 2011. — 270, [1] с. (Антология искушений). ISBN 978-5-9533-5339-7 (Антология искушений).
- Кентерберийские рассказы: пер. с англ. / подгот.: А. Н. Горбунов, В. С. Макаров. — М.: Наука, 2012. — 950 с. (Литературные памятники (ЛП)/ Российская акад. наук). ISBN 978-5-02-036871-2

## Экранизации
- В 1972 году на экраны вышел одноимённый фильм Пьера Паоло Пазолини.
- В 1985 году в США вышел порнографический фильм «Кентерберийские похабные рассказы» («The Ribald Tales of Canterbury»), режиссёр — Bud Lee, студия — Caballero Home Video.
- В 1998—2000 годах вышел одноимённый мультфильм, созданный британскими и российскими мультипликаторами.
- В 2003 году на экраны вышел одноимённый сериал, снятый в Великобритании.